# Sankyo Frontier Kashiwa Stadium
Das Sankyo Frontier Kashiwa Stadium  ist ein Fußballstadion im Stadtteil Hitachidai der japanischen Stadt Kashiwa. Es wurde im Jahr 1986 fertiggestellt und bietet 15.109 Zuschauern Platz. Es trägt den Sponsorennamen des Bauunternehmens Sankyo Frontier Co., LTD.
Der letzte Umbau wurde im Jahr 2012 fertiggestellt, dabei wurde die Hintertortribüne auf der Westseite mit einem bestuhlten Oberrang ausgestattet. Seit dem Umbau ist die Westtribüne die Heimat (deutsch 柏熱地帯) der Reysol Supporter und Ultrá-Gruppen, wohingegen die östliche Hintertortribüne zum Gästeblock wurde. 
Der Hauptnutzer und Eigentümer des Stadions ist der Fußballverein K.K. (Aktiengesellschaft) Kashiwa Reysol, der hier seine Heimspiele in der J1 League austrägt.